# Parafia Najświętszej Maryi Panny Częstochowskiej w Kozach
Parafia Najświętszej Maryi Panny Częstochowskiej w Kozach – parafia rzymskokatolicka, znajdująca się w diecezji włocławskiej, w dekanacie piotrkowskim. 
Parafia powstała z części parafii: Piotrków Kujawski, Bytoń, Sadlno i Orle. Została erygowana 16 lutego 1986 r. przez bp. Jana Zarębę. 
Do parafii należą miejscowości: Kozy, Kózki, Gradowo, Galczyce, Krzymowo, Lubsin, Malina, Polesie, Nowiny Kryszkowskie, Słuchaj, Stawiska, Trojaczek i Zakręta. 